# Frank A. Montaño
Frank A. Montaño ist ein US-amerikanischer Tontechniker, der sechsmal für den Oscar für den besten Ton nominiert wurde.
Seit 1987 aktiv hat er bisher bei über 140 Produktionen mitgewirkt.

## Filmografie (Auswahl)
- 1992: Alarmstufe: Rot (Under Siege)
- 1993: Auf der Flucht (The Fugitive)
- 1994: Das Kartell (Clear and Present Danger )
- 1995: Batman Forever (Batman Forever)
- 2001: A Beautiful Mind – Genie und Wahnsinn (A Beautiful Mind)
- 2008: Wanted (Wanted)
- 2014: Birdman oder (Die unverhoffte Macht der Ahnungslosigkeit) (Birdman: Or (The Unexpected Virtue of Ignorance))

## Auszeichnungen (Auswahl)
Oscar
Nominiert
- 1993: Oscar: in der Kategorie Bester Ton für Alarmstufe: Rot
- 1994: Oscar: in der Kategorie Bester Ton für Auf der Flucht
- 1995: Oscar: in der Kategorie Bester Ton für Das Kartell
- 1996: Oscar: in der Kategorie Bester Ton für Batman Forever
- 2009: Oscar: in der Kategorie Bester Ton für Wanted
- 2015: Oscar: in der Kategorie Bester Ton für Birdman
- 2016: Oscar: in der Kategorie Bester Ton für The Revenant
- 2019: Oscar: in der Kategorie Bester Ton für Aufbruch zum Mond

BAFTA Award
Gewonnen
- 2014: Bester Sound für Birdman

Nominiert
- 1994: Bester Sound für Auf der Flucht